# Andrej Urlep
Andrej Urlep, né le 19 juillet 1957, à Ljubljana, en République socialiste de Slovénie, est un entraîneur slovène de basket-ball.

## Biographie
En octobre 2021, Urlep retourne pour la 3e fois entraîner le Śląsk Wrocław. Il remplace Petar Mijović (en).